# Powiat Szentes
Powiat Szentes (węg. Szentesi járás) – jeden z siedmiu powiatów komitatu Csongrád na Węgrzech. Siedzibą władz jest miasto Szentes.

## Miejscowości powiatu Szentes
- Árpádhalom
- Derekegyház
- Eperjes
- Fábiánsebestyén
- Nagymágocs
- Nagytőke
- Szegvár
- Szentes